# Marie Petrová
Marie Petrová (21. května 1914 - ???) byla česká a československá politička Komunistické strany Československa a poúnorová poslankyně Národního shromáždění ČSR.

## Biografie
Ve volbách roku 1954 byla zvolena za KSČ do Národního shromáždění ve volebním obvodu Teplice-město-venkov. V parlamentu setrvala do února 1957, kdy rezignovala a nahradila ji Jaroslava Míšková.
V roce 1954 se profesně uvádí jako provozní v národním podniku Korda (původně Přádelna bavlny a barevna bratří Grohmannů) v obci Bystřany. Byl jí udělen Řád práce.